# Boszkowo
Boszkowo – wieś w Polsce położona w województwie wielkopolskim, w powiecie leszczyńskim, w gminie Włoszakowice.
Wieś przy trasie linii kolejowej Leszno-Wolsztyn z przystankiem kolejowym Boszkowo.

## Historia
Miejscowość pierwotnie związana była z Wielkopolską. Ma metrykę średniowieczną i istnieje co najmniej od końca XIV wieku. Wymieniona pierwszy raz w dokumencie z 1394  jako Boszcowo, Poszcowo, 1399 Boszkowo, 1418 Boschcowo, Boschowo, 1434 Sboscowo, 1469 Boskowo, 1566 Bosskowo.
Wieś była własnością szlachecką należącą do lokalnej szlachty wielkopolskiej z rodu Boszkowskich, którzy od nazwy wsi wzięli odmiejscowe nazwisko, a później także do Opalińskich. W 1434 leżała w powiecie kościańskim Korony Królestwa Polskiego. W 1563 należała do parafii Świętopietrze koło Przemętu.
W 1394 odnotowano spór sądowy pomiędzy dziedzicami z Boszkowa i Małgorzatą Popowską oraz Małgorzatą Sikorzyńską. W 1399 wymieniony został w sądzie Wojciech z Boszkowa, który wraz z Otem herbu Trach z Bukowca Małego, oskarżeni zostali przez Jana z Bukowca o rozbój na drodze publicznej. W latach 1404–1427 właścicielem we wsi był brat Wojciecha Janusz Boszkowski herbu Trach. W 1418 wygrał on proces w sądzie ziemskim z Przybysławem Gryżyńskim z Brenna o ujazd oraz kopce graniczne pomiędzy wsiami Boszkowo, Koła i Grotniki. W 1469 Dominik Boszkowski zapisał żonie Małgorzacie po 30 grzywien posagu oraz wiana na połowie dóbr dziedzicznych w Boszkowie, a także połowę jeziora zwanego Luchowo, połowę wiatraka i połowę folwarku wraz z połową inwentarza żywego. W 1482 Marta, wdowa po Dominiku Boszkowskim, sprzedała za 60 grzywien chorążemu poznańskiemu Piotrowi Opalińskiemu, cały posag oraz wiano po mężu oprawione na połowie Boszkowa. W 1491 Tomasz Boszkowski zapisał żonie Małgorzacie po 15 grzywien posagu oraz wiana na połowie części jakie posiadał w Boszkowie, która przypadała mu w dziale z bratem Janem Boszkowskim.
W 1563 odnotowany został pobór podatkowy z części Wojciecha Boszkowskiego od dwóch łanów bez kmieci. W 1566 miał miejsce pobór ze wspomnianej części oraz z dwóch łanów uprawy własnej, a także od 5 zagrodników. W 1580 pobór od 7 zagrodników oraz pługa najemnego robotnika zwanego ratajem.
W wyniku II rozbioru Rzeczypospolitej w 1793, miejscowość przeszła w posiadanie Prus i jak cała Wielkopolska znalazła się w zaborze pruskim. W okresie Wielkiego Księstwa Poznańskiego (1815–1848) miejscowość wzmiankowana jako Boszkowo należała do wsi większych w ówczesnym pruskim powiecie Kosten rejencji poznańskiej. Boszkowo należało do okręgu śmigielskiego tego powiatu i stanowiło część majątku Machcin, który należał wówczas do Micary. Według spisu urzędowego z 1837 roku Boszkowo liczyło 124 mieszkańców, którzy zamieszkiwali 13 domów (domostw).
W latach 1975–1998 miejscowość administracyjnie należała do województwa leszczyńskiego. Do końca 1999 roku w gminie Przemęt w powiecie wolsztyńskim
We wsi stoi dwór z około 1900 roku wraz z parkiem. Nieopodal dworu znajdują się położone nad jeziorem Dominickim popularne ośrodki wypoczynkowe Boszkowo-Letnisko.